# رندی پاش
راندولف فردریک «رندی» پاش (به انگلیسی: Randolph Frederick "Randy" Pausch) ‏ (۲۳ اکتبر ۱۹۶۰ - ۲۵ ژوئیه ۲۰۰۸) استاد آمریکایی علوم رایانه، تعامل انسان و رایانه و طراحی در دانشگاه کارنگی ملون در پیتسبرگ پنسیلوانیا بود و نویسنده پرفروش که آوازهٔ جهانی برای سخنرانی «آخرین سخنرانی» در ۱۸ سپتامبر ۲۰۰۷ در کارنگی ملون بدست آورد. در تابستان ۲۰۰۷ پس از آنکه دریافت سرطان لوزالمعده او به مرحله نهایی رسیده‌است به اندیشهٔ ارائهٔ آن پرداخت.

## اوایل زندگی و تحصیلات
پاش در بالتیمور، مریلند به دنیا آمد و در کلمبیا، مریلند بزرگ شد. پس از اتمام دبیرستان اکلند میلز در کلمبیا، مدرک کارشناسی علوم رایانه خود را از دانشگاه براون در ماه مه ۱۹۸۲ و دکترای خود را در همین رشته از دانشگاه کارنگی ملون در اوت ۱۹۸۸ دریافت کرد. در هنگامی که تحصیلات دکترای خود را به پایان می‌رساند، در مرکز تحقیقاتی زیراکس پالو و ادوبی دورهٔ کوتاهی استخدام شده بود.

## پیشه
پاش استادیار و دانشیار در دپارتمان علوم رایانه دانشگاه ویرجینیا در دانشکده مهندسی و علوم کاربردی آن از سال ۱۹۸۸ تا ۱۹۹۷ بود که پس از آن فرصتی کاری در مهندسی تصور والت دیسنی و هنرهای الکترونیک یافت.
در ۱۹۹۷ استادیار دانشگاه کارنگی ملون در علوم رایانه، تعامل انسان و رایانه و طراحی شد.